# Sonate pour piano no 21 de Beethoven
Pour les articles homonymes, voir Sonate pour piano (homonymie).
La Sonate pour piano no 21 en do majeur, opus 53, de Ludwig van Beethoven, fut composée entre 1803 et 1804,, publiée en mai 1805 et dédiée au comte Ferdinand von Waldstein, ami et protecteur de Beethoven depuis 1784. Son surnom de « Sonate Waldstein » lui est resté attaché. Elle est plus rarement surnommée « L'Aurore ».

## Structure
Cette sonate comporte trois mouvements dont les deux derniers sont enchaînés. Son exécution réclame environ 30 minutes : 
1. Allegro con brio
2. Introduzione. Adagio molto
3. Rondo. Allegretto moderato - Prestissimo

### Allegro con brio
Cette sonate représente non seulement une évolution de la technique pianistique, mais également une évolution dans la pensée musicale elle-même. Les changements de sonorité, parfois spectaculaires, ne sont pas décoratifs. Ils sont le discours musical lui-même. Beethoven venait en effet de recevoir un nouveau piano à queue Érard doté d'un clavier plus grand ce qui l’amène alors à s'aventurer dans des territoires inconnus et des registres extrêmes.
Le début de cet Allegro est à cet égard très parlant. Le cycle harmonique parcouru par le premier thème, en croches, est en quelque sorte un cycle de couleurs. 
De la même façon, le saut dans l'aigu mélodique (mesure 4) est une touche lumineuse qui apparait sur le grommellement de la basse.
Lors de la réexposition du thème, celui-ci passe en doubles-croches : il s'agit ici de bien plus qu'une nouvelle présentation harmonique du thème, c'est d'un nouveau matériau sonore, dense et vibratoire.
Ce thème réapparaitra plusieurs fois, à chaque fois sous un nouveau visage, plus intense.

### Introduzione. Adagio molto
Cet Adagio molto est remarquable par son écriture extrêmement dépouillée. Il ne comporte que 28 mesures (contre 302 pour le premier mouvement et 543 pour le troisième mouvement), et chacune des trois parties qui le composent ne compte pas plus d'une dizaine de mesures ; les phrases de ce mouvement sont longues de deux mesures en moyenne, et ne comporte que quelques notes. Cependant, ce mouvement est d'une grande richesse, et comporte différents moments bien distincts et articulés, avec de forts contrastes : trois notes suffisent à construire un mouvement ascendant, puis deux accords permettent de résoudre cette tension, etc. Ce mouvement se caractérise donc par une étonnante économie de moyens dans la composition et l'expression musicale. Une telle écriture nécessite de la part du pianiste une interprétation d'une minutie extrême, où chaque note doit être pensée et jouée individuellement.
À l'origine, Beethoven avait écrit un mouvement lent d'une bien plus grande ampleur. Il l'a ensuite retiré pour laisser à sa place cette courte introduction au mouvement final. On peut défendre que, dans sa forme définitive, cette sonate soit pratiquement en deux mouvements (plan que Beethoven emploie dans ses Sonates nos 19-20-24-27 et 32). Par ailleurs, introduire le mouvement final d'une sonate par un mouvement lent très court est un procédé d'écriture auquel Beethoven recourt parfois (Sonate pour piano no 28 op. 101, Sonate pour piano et violoncelle no 3, op.69). Le mouvement lent écrit en premier pour la sonate « Aurore » est connu sous le nom d'Andante Favori WoO 57.
L'Introduzione second mouvement se termine par une demi-cadence sur un point d'orgue, et s'enchaîne directement au Rondo.

### Rondo: Allegretto moderato - Prestissimo

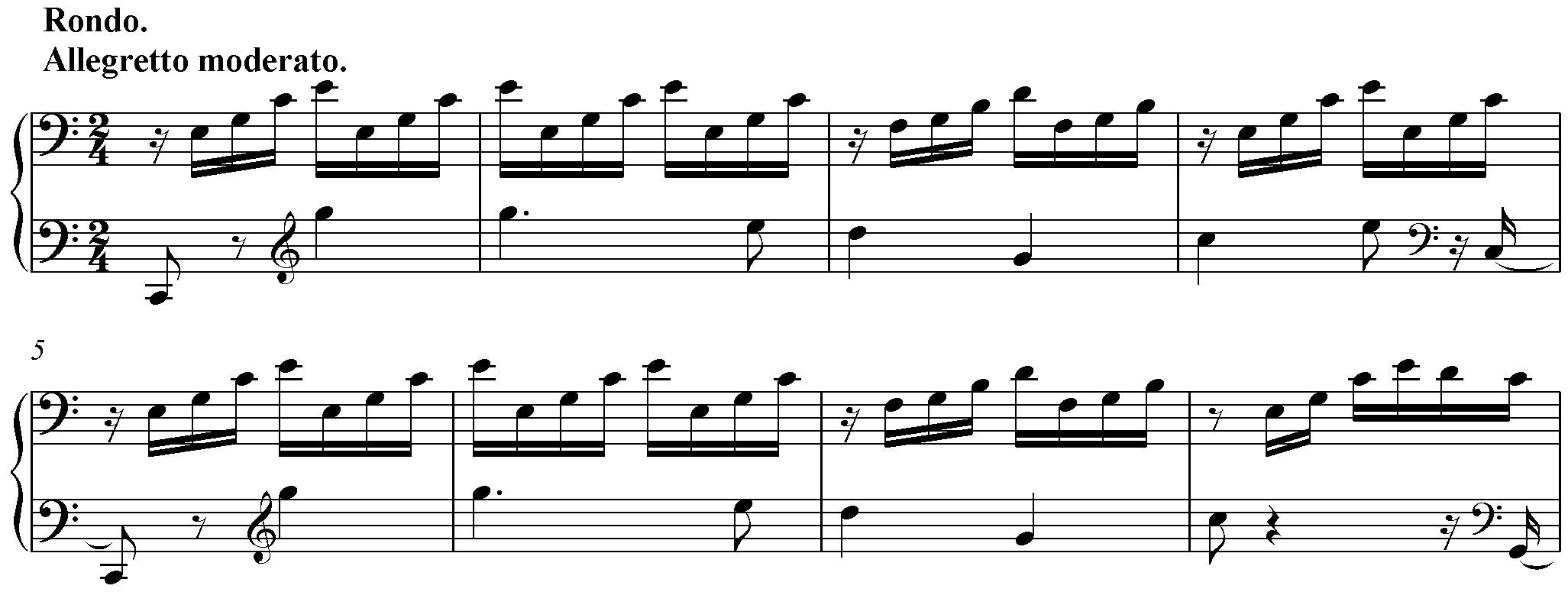
Sonate à Waldstein : Finale, huit premières mesures

Le thème du Rondo est une mélodie en do Majeur, qui pourrait presque être une comptine, basée sur l'alternance tonique/dominante. C'est l'accompagnement, ses couleurs et son timbre, qui lui donne sa personnalité.
Ce thème présente successivement plusieurs visages. Il apparait tout d'abord comme une simple mélodie accompagnée d'arpèges (avec croisement de mains), puis comme une mélodie en octaves sur des arpèges brisés. La troisième reprise, notée fortissimo est la plus spectaculaire : il y a un trille central au-dessus duquel se dessine la mélodie, pendant que la main gauche joue un contrepoint virtuose, tour à tour montant et descendant. 
Les différents couplets présentent des visages très différents du thème assez immobile. Leur vigueur rythmique et leur couleur souvent mineure contraste avec la pureté de la mélodie.
L'interprétation de ce mouvement varie de 9 à 11 minutes.